# دستجرده (آشتیان)
دستجرده روستایی از توابع بخش مرکزی شهرستان آشتیان در استان مرکزی ایران است.
دستجرده معرّب «دستگرده» است. هم‌اکنون نیز در محل به «دستگرده» معروف است.
در حال حاضر از نظر جغرافیایی جزء روستاهای دهستان سیاوشان می‌باشد. دهستان سیاوشان تابع شهرستان آشتیان است.
این روستا دارای امکانات آب، برق، گاز و تلفن است. قنات‌های آن خشک شده و کشاورزی آن به صورت دیم است. دارای راه آسفالته به اراک از طریق داودآباد و به آشتیان از طریق سیاوشان است.
جمعیت آن از سال‌ها پیش به‌مرور به تهران مهاجرت کرده‌اند. شغل تعداد کثیری از این مردم صنعت سیم لاکی، دستگاه‌های جوش، ترانسفورماتور، اسقاط خودروهای فرسوده و بازیافت است.
در ایام تعطیلات و مراسم مذهبی و نوروز مراجعاتی به روستا دارند. اخیراً در زمینهٔ جداول کوچه‌ها اقداماتی صورت گرفته‌است.

## جمعیت
این روستا در دهستان سیاوشان قرار دارد و براساس سرشماری مرکز آمار ایران در سال ۱۳۹۵، جمعیت آن ۱۷۷ نفر (۷۲ خانوار) بوده‌است.